# Discografia dei Nevermore
La discografia dei Nevermore, gruppo musicale thrash metal statunitense, è composta da sette album in studio, un album dal vivo, tre raccolte, un EP e un singolo.

## Album in studio
- 1995 – Nevermore
- 1996 – The Politics of Ecstasy
- 1999 – Dreaming Neon Black
- 2000 – Dead Heart in a Dead World
- 2003 – Enemies of Reality
- 2005 – This Godless Endeavor
- 2010 – The Obsidian Conspiracy

## Album dal vivo
- 2008 – The Year of the Voyager

## Raccolte
- 2009 – Manifesto of Nevermore
- 2015 – Original Album Collection
- 2018 – The Complete Collection

## Extended play
- 1996 – In Memory

## Singoli
- 2001 – Believe in Nothing